# Kanton Naucelles
Naucelles is een kanton van het Franse departement Cantal. Het kanton maakt deel uit van de arrondissementen Aurillac (14) en Mauriac (2). Het telt 10.303  inwoners.
Het kanton Naucelles werd gevormd ingevolge het decreet van 13 februari 2014 met uitwerking op 22 maart 2015. 

## Gemeenten
Het kanton omvat volgende gemeenten:
- Besse
- Crandelles
- Freix-Anglards
- Girgols
- Jussac
- Laroquevieille
- Marmanhac
- Naucelles
- Reilhac
- Saint-Cernin
- Saint-Chamant
- Saint-Cirgues-de-Malbert
- Saint-Illide
- Saint-Projet-de-Salers
- Teissières-de-Cornet
- Tournemire